# Zollegstätt-Kaserne
Die Zollegstätt-Kaserne bestand zwischen 1866 und 1919 in Wiener Neustadt in der Wiener Straße 60.

## Geschichte
Die Zoll-Legstätte war ursprünglich ein Salzamt, Postamt und Zollamt an der Grenze zwischen Österreich und Ungarn. Der Steuerfreiheit des ungarischen Adels wegen wurde hier bis 1849 Zoll für Produkte wie Wein, Weizen, Fleisch, Wolle und Pferde eingehoben, um zu verhindern, dass österreichische landwirtschaftliche Produkte unterboten würden.
Nachdem die drei Ämter geschlossen wurden, wurde das Gebäude in eine Kaserne umgewidmet und wegen der geringen Größe von Teilen verschiedener Kavallerieeinheiten der k.u.k. Armee genutzt.
- Dragonerregiment Nummer 2 (September 1884 – September 1892)
- Dragonerregiment Nummer 4 (Juni 1892 – März 1902)
- Dragonerregiment Nummer 5 (April 1902 – April 1908)
- Dragonerregiment Nummer 15 (Mai 1908 – März 1912)

Mit dem Ende des Ersten Weltkrieges endete auch die militärische Nutzung der in der Wiener Straße 60 gelegenen Kaserne. 1925 wurde sie offiziell Eigentum der Stadt Wiener Neustadt. Heute stehen ebendort Wohnhausanlagen.